# 羅西 (阿肯色州)
羅西（英語：Rosie）是位於美國阿肯色州獨立縣的一個非建制地區。該地的面積和人口皆未知。

## 地理
羅西的座標為35°40′06″N 91°32′18″W / 35.66833°N 91.53833°W，而該地的平均海拔高度為84米（即276英尺）。